# Ахтіял
Ахтія́л (рос. Ахтиял, башк. Ахтиял) — присілок у складі Янаульського району Башкортостану, Росія. Входить до складу Істяцької сільської ради.
Населення — 353 особи (2010; 344 у 2002).
Національний склад:
- башкири — 80 %